# جويل فليتشر
جويل فليتشر ألان (بالإنجليزية: Joel  Fletcher Allan)‏ هو دي جيه أسترالي، ولد في 30 يناير 1992 في ملبورن في أستراليا.

## وصلات خارجية
- جويل فليتشر على موقع ميوزك برينز (الإنجليزية)
- جويل فليتشر على موقع ديسكوغز (الإنجليزية)